# Birgit Decressin
Birgit Decressin (* 13. September 1966 in Bocholt) ist eine deutsche Malerin.

## Leben
Decressin studierte zunächst von 1987 bis 1990 Grafik an der Fachhochschule Krefeld. 1990 wechselte sie an die Kunstakademie Düsseldorf in das Fach Freie Kunst Malerei und trat der Klasse von Gotthard Graubner bei. Danach von 1994 bis 1998 studierte Decressin in der Klasse  von A. R. Penck Malerei und Freie Grafik und wurde 1996 zur Meisterschülerin ernannt.
1999 bis 2000 studierte Decressin Kunstgeschichte an der Heinrich-Heine-Universität Düsseldorf und beendete das Studium mit einem abgeschlossenen Grundstudium.
Seit 1996 lebte Decressin als freischaffende Künstlerin mit Atelier in Düsseldorf. Ihre Werke sind in zahlreichen Ausstellungen zu sehen. Im Jahr 2000 zog sie nach Grevenbroich und eröffnete neben ihrem Atelier eine eigene Galerie. Seit 2008 lebt und arbeitet sie in Isselburg/Werth. 2014 installierte Decressin an ihrem Wohnort eine Dauerausstellung ihrer Arbeiten in einem ehemaligen Futterspeicher.

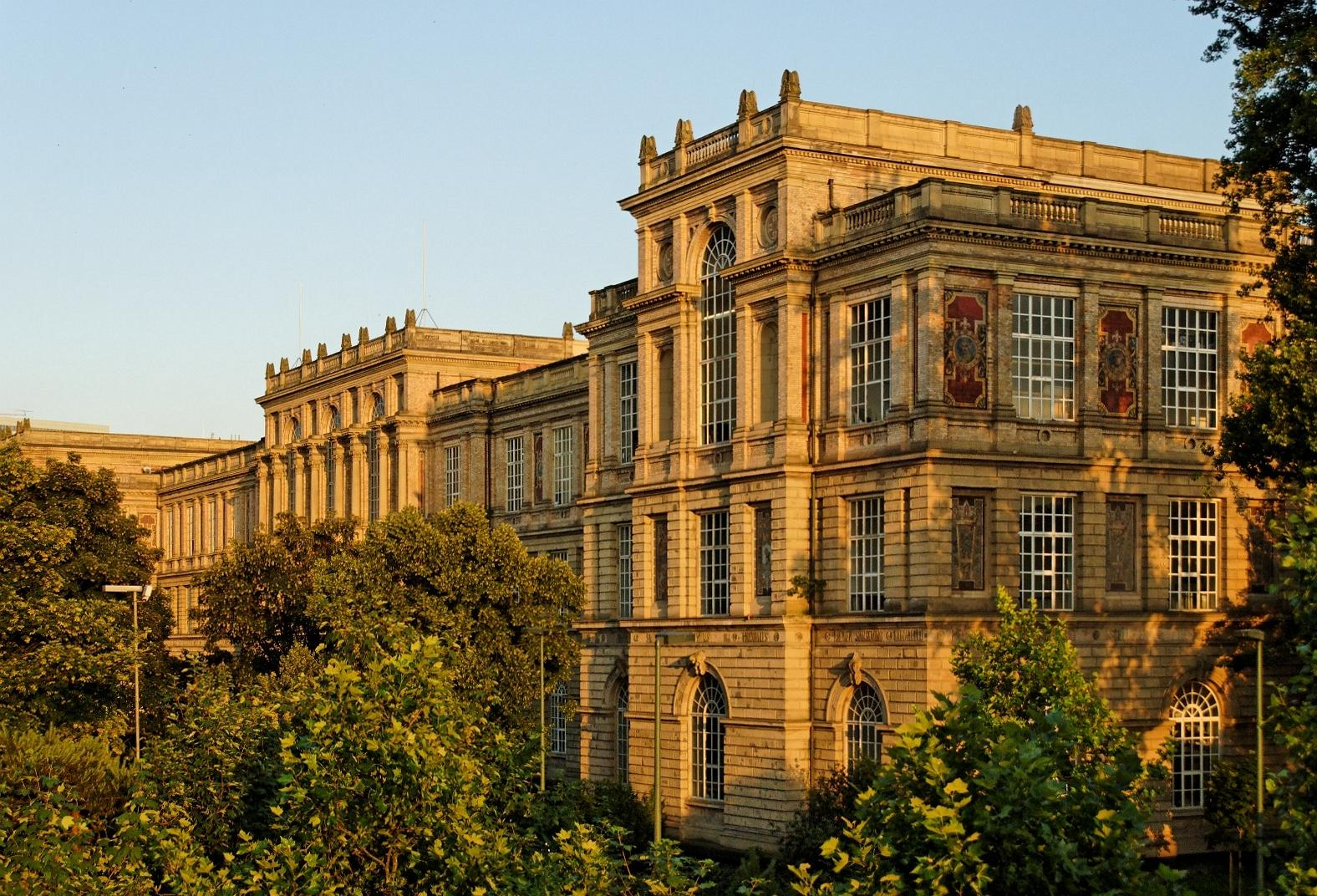
Kunstakademie in Duesseldorf-Altstadt, von Nordwesten

## Werk
Die Malerei von Birgit Decressin ist vielschichtig und umfasst mehrere Werkgruppen, mit denen sich die Künstlerin seit den Anfängen ihres Schaffens immer wieder beschäftigt.
Da sind die Menschenansammlungen, Plätze mit Ölfarbe gezeichnet, kleine Bildnisse, lebensgroße Frauenbildnisse, Stillleben, kleine und großformatige. Daneben entstehen auch Landschaften, Tierzeichnungen und Objekte in Ton.
Decressin versteht die Malerei und das Zeichnen als Aneignung von Welt. Anlass zur Malerei oder Zeichnung ist immer die Realität, ein Ereignis, ein Seherlebnis. Bei den Platzbildern mit Menschenmengen handelt es sich um Darstellungen konkreter Plätze die Decressin aufsucht und sich zeichnerisch aneignet. Nicht der Ort mit seiner Architektur wird gezeigt, sondern die Menschen stehen im Mittelpunkt des Interesses. Decressin konzentriert sich in diesen Bildern auf die Menschen, wie sie sich fortbewegen, eilen, langsam schreiten, in Gruppen stehen, den Platz sozusagen in jeglicher Form räumlich einnehmen. Die Zeitlichkeit wird hier wichtig, die Dauer oder das flüchtige Erscheinen der Gestalten. Der Platz als Ort bleibt in diesen großen mit Ölfarbe gezeichneten Bildern undefiniert, wird nur durch wenige Linien angedeutet, wenn überhaupt. Räumlichkeit wird allein durch die Figurenkonstellation sichtbar.
Bei den anderen Bildern, den Stillleben und Porträts ist es das Erlebnis von Licht und Farbe, welches die Künstlerin fasziniert. Die Malerei steht im Vordergrund. Der jeweilige Inhalt tritt zurück, bleibt aber immer erkennbar. Die Farbe, ihr Nuancenreichtum, die Komposition, die vielfältige Art der Pinselführung und des Farbauftrages werden zum Seherlebnis, welches den Betrachter bannt, ihn nahe an das Bild treten lässt oder ihn wieder auf Distanz bringt. Oft wird durch Abstand nehmen erst der Inhalt des Bildes und die räumliche Wahrnehmung möglich.
Aber auch in diesen Bildern, in denen die Themen Stillleben und Bildnis als wichtige Kontinuen in der Malerei behandelt werden und die auch in der Erkenntnis und dem Respekt um die Leistungen großer Meister vorhergegangener Jahrhunderte entstehen, geht es um Zeitlichkeit, um die Flüchtigkeit des Daseins. Einiges in den Bildern erscheint nur noch als Hauch von etwas Dagewesenem, anderes drängt sich in seiner Präsens vollplastisch auf. Mit Farbe umschrieben, ausgearbeitet in unzähligen Farbfolgen ertupft, gestrichelt, verwischt, gesetzt, breit gepinselt, treten Früchte in Stillleben, Menschen in Bildnissen energetisch in Erscheinung. Die Tiefe des Erkennens, Erlebens von Welt, in diesem Fall durch das Sehen, wird im Werk der Malerin Birgit Decressin ausgelotet.

## Ausstellungen (Auswahl)

### Einzelausstellungen
- 1996: Kunstmuseum in der Tonhalle Ehrenhof, „Arbeiten auf Papier“, Düsseldorf
- 1997: Kunsthaus Mettmann, „Malerei“, Mettmann[1]
- 2002: Museum der Stadt Bergkamen, „Malerei“, Bergkamen
- 2004: Kunstverein Siegburg, „Licht-Erscheinung“, Siegburg[2]
- 2004 und 2005: Galerie Ralf Plein, „Malerei“, Düsseldorf[3]
- 2006: Museum Villa Erckens, „Malerei“, Grevenbroich
- 2006: Museum Kunstraum Neuss, „Malerei“, Neuss
- 2006–2008: Galerie Decressin, „Malerei, Grafik, Objekte“, Grevenbroich
- 2010: Galerie Ute Freyer, „2 Meisterschülerinnen von A. R. Penck“, Bocholt
- 2011: Medizin- und Apothekenmuseum Rhede, „Malerei, Grafik, Objekte“, Rhede[4]
- seit 2014: Ehemaliger Futterspeicher Werth, „Dauerausstellung der künstlerischen Arbeiten von Birgit Decressin“, Isselburg/Werth[5][6]

### Gruppenausstellungen
- 1988: Galerie der Fachhochschule Krefeld, „Photographische Arbeiten“, Krefeld
- 1989: Städtische Galerie Bocholt, „Euregio Kunstkreis-deutsche und niederländische Künstler“, Bocholt
- 1994: Museum am Ostwall Dortmund, „ausgewählte Zeichnungen von Studenten der Kunstakademie Düsseldorf“, Dortmund
- 1995: Kö-Galerie Düsseldorf, „Studenten der Kunstakademie Düsseldorf“, Düsseldorf
- 1996: Kunstkreis, Orangerie-Schloss Benrath, „Malerei“, Düsseldorf
- 1997: Kunstpalast Düsseldorf, „Klasse A. R. Penck in der großen Kunstausstellung“, Düsseldorf
- 1997: Atelier Luisenstraße, „Klasse A. R. Penck“,  Düsseldorf
- 1998: Galerie der Cité Internationale des Arts Paris, „Malerei“, Paris
- 1999: Galerie éof Paris, „Carte Blanche“, Paris
- 1999: L´ Atelier sur I` Autoroute, „Ausstellungsprojekt von Künstlern aus Paris und Düsseldorf - 45 peintres“, Paris
- 2002: Airport Gallery, „internationale zeitgenössische Kunst“, Frankfurt am Main
- 2004: Airport Gallery, „Olympia, Kunst und Griechenland“, Frankfurt am Main
- 2016: 1. Kultur-Messe Bocholt, „Freie Kulturkommune, Bild, Skulptur, Wort, Musik“, Bocholt

## Förderungen (Auswahl)
- 1995: Ankauf der Kohlezeichnung „Bewegungsstudie“ durch die Kunstakademie Düsseldorf
- 1998: Halbjähriges Paris-Stipendium Galerie Cité Internationale des Arts Paris, verliehen durch die Kunstakademie Düsseldorf und dem Ministerium für Wissenschaft und Forschung des Landes Nordrhein-Westfalen
- 2006: Ankauf der 5 Grafiken „Pferde in Landschaft“ durch das Museum Kunstraum Neuss